# Ниеминен, Ристо
Ристо Ниеминен (фин. Risto Nieminen; 5 сентября 1951, Вааса, Финляндия) — председатель Олимпийского комитета Финляндии (с 2012), председатель финского национального агентства азартных игр Veikkaus, имеет степень магистра философских наук.

## Биография
Родился 5 сентября 1951 года в Ваасе, в Финляндии.
С 1976 по 1980 годы был генеральным секретарём студенческой спортивной федерации.
В 1980 году стал директором Музея спорта, в должности которого пребывал до поступления в финское национальное агентство азартных игр Veikkaus. С 1989 по 2000 годы был директором отдела по связям с общественностью. С 2000 по 2001 годы работа генеральным директором финского национального спортивного канала Urheilukanava после чего вновь вернулся в агентство Veikkaus, где был избран председателем правления.
В 2010 году избран председателем Всемирной организации лотерей.
21 ноября 2012 года в ходе голосования избран председателем Олимпийского комитета Финляндии.
По данным газеты Helsingin Sanomat является одним из самых влиятельных фигур в финском спорте.